# Smilov (Toužim)
Smilov (německy Schmidles) je malá vesnice, část města Toužim v okrese Karlovy Vary v Karlovarském kraji. Nachází se asi pět kilometrů východně od Toužimi. Prochází tudy železniční trať Rakovník – Bečov nad Teplou a silnice II/207. Smilov leží v katastrálním území Smilov u Štědré o rozloze 3,33 km².

## Historie
První písemná zmínka o vesnici pochází z roku 1196.

## Obyvatelstvo
Při sčítání lidu v roce 1921 zde žilo 134 obyvatel (z toho 58 mužů) německé národnosti a římskokatolického vyznání. Podle sčítání lidu z roku 1930 měla vesnice 146 obyvatel: pět Čechoslováků a 141 Němců. Kromě pěti lidí bez vyznání se hlásili k římskokatolické církvi.
| Rok            | 1869 | 1880 | 1890 | 1900 | 1910 | 1921 | 1930 | 1950 | 1961 | 1970 | 1980 | 1991 | 2001 | 2011 | 2021 |
| -------------- | ---- | ---- | ---- | ---- | ---- | ---- | ---- | ---- | ---- | ---- | ---- | ---- | ---- | ---- | ---- |
| Počet obyvatel | 107  | 111  | 99   | 115  | 132  | 134  | 146  | 84   | 51   | 25   | 28   | 19   | 12   | 17   | 12   |
| Počet domů     | 21   | 22   | 22   | 23   | 23   | 24   | 26   | 18   | 16   | 9    | 9    | 11   | 11   | 12   | 10   |

## Obecní správa
Při sčítání lidu v letech 1869–1950 Smilov byl samostatnou obcí, se kterým patřil nejprve do okresu Žlutice, ale v roce 1950 v okrese Toužim. V letech 1961–1974 byl částí obce Komárov v okrese Karlovy Vary. Od 1. ledna 1975 je částí města Toužim v okrese Karlovy Vary.